# 蘭炭鱷屬
蘭炭鱷屬（學名：Lanthanosuchus）是副爬行動物的一屬，生存於二疊紀晚期的俄羅斯韃靼斯坦，完整身長估計約75公分。